# Casa de los Caballos

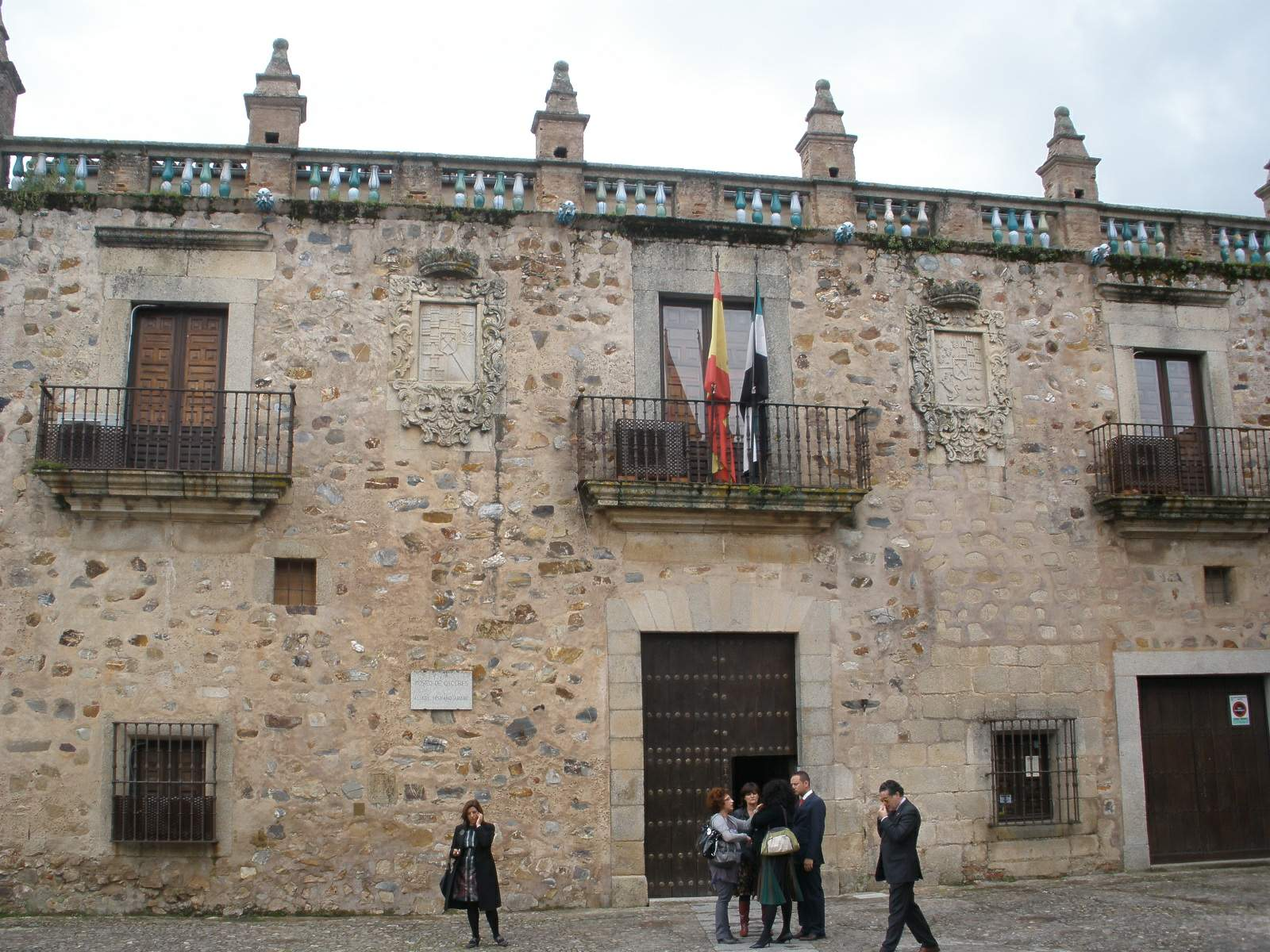
Palacio de las Veletas.

La Casa de los Caballos es un edificio del siglo XVI que se encuentra junto al Palacio de las Veletas en el recinto monumental de la ciudad de Cáceres (España). Fue una construcción que sirvió en su día como caballerizas de dicho palacio y que sirve como sede de la Sección de Bellas Artes del Museo de Cáceres, ubicado dentro del conjunto monumental de la ciudad antigua de Cáceres declarada por el Consejo de Europa como el Tercer Conjunto Monumental de Europa en 1968 y Patrimonio de la Humanidad por la Unesco en 1986.
En el edificio de la Casa de los Caballos, después de unas reformas llevadas a cabo en la última década del siglo XX, se dedicó a albergar la secciones museísticas especialmente relacionadas con la pintura y escultura desde la época medieval hasta la actual. En el año 2003 se volvieron a realizar obras  para facilitar el paso entre los dos edificios de la Casa de los Caballos y el Palacio de las Veletas por medio de una pasarela sobre un jardín que también se ha adecuado para poder exponer esculturas al aire libre. Tiene así mismo un espacio interior reservado para exposiciones temporales.

## Colecciones
El grueso de la colección está formado por las colecciones del propio Museo de Cáceres y las provenientes como depósito del Museo del Prado y del obispado de la comunidad extremeña.
A partir del siglo XIII se encuentran tallas en madera y en marfil —estas últimas de procedencia filipina—, las imágenes de los siglos XV y XVI la mayoría se creen que son de autores de la escuela andaluza o castellana, como la María Magdalena que pudiera ser del taller del escultor Copin de Holanda que trabajó en la catedral de Coria.
Entre sus obras de pintura destaca el cuadro El Salvador de El Greco —con semblanza al del apostolado de la catedral de Toledo—el cual fue adquirido al convento de las Agustinas Recoletas de la población de Serradilla. Se encuentra pintura del siglo XVI realizada por Martín de Vos artista de los Países Bajos, se trata de una pequeña pintura que formó parte de la colección de Carlos II. Como artista extremeño sobresale Luis de Morales con la obra Las lágrimas de San Pedro de carácter religioso atribuida al propio autor o de su taller. Hay también numerosas obras de artistas contemporáneos.